# Tteok-galbi

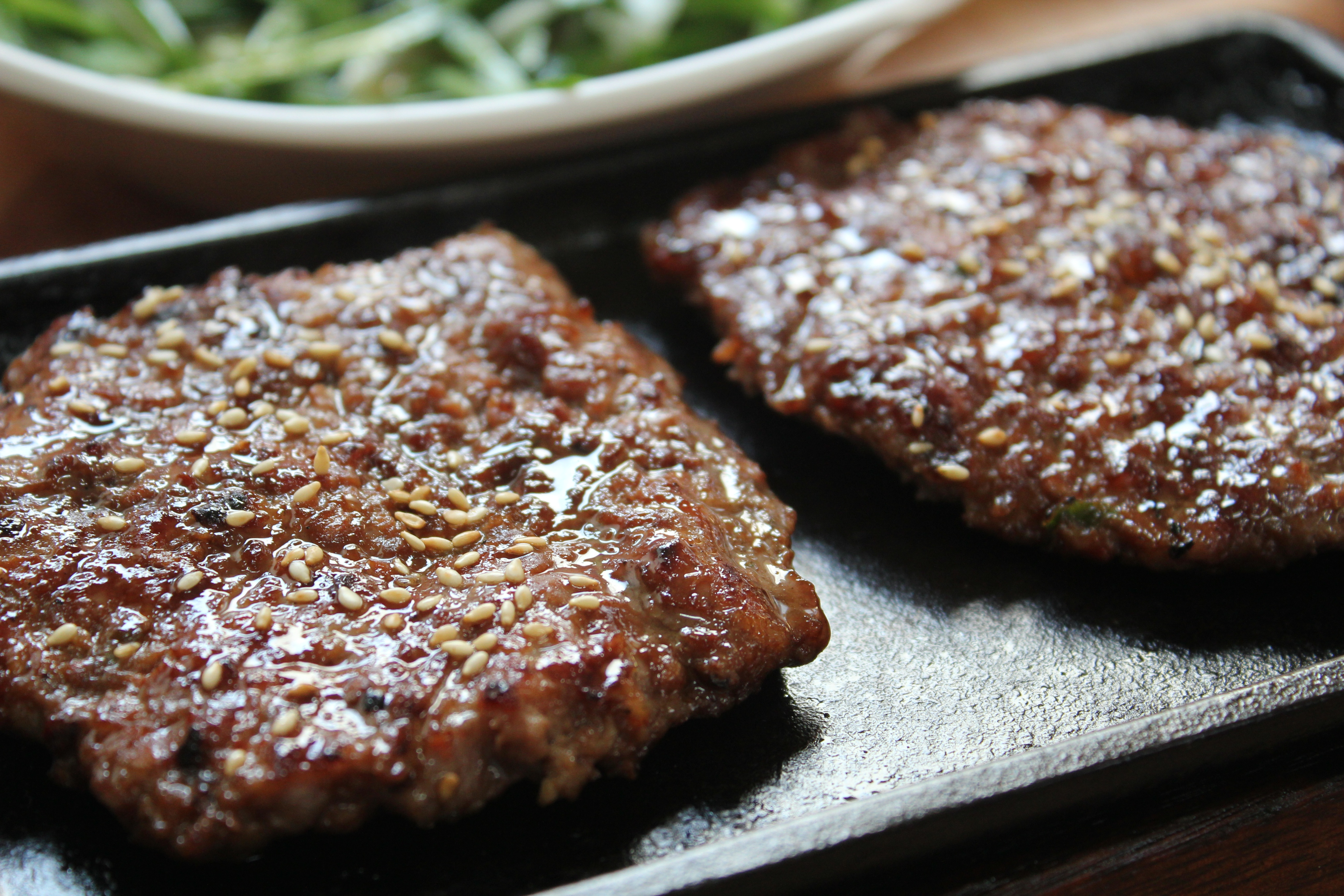

Tteok-galbi (떡갈비) ist ein koreanisches Rindfleischgericht, das aus gehackten kurzen Querrippen zubereitet wird. Ursprünglich ein königliches Gericht, ist Tteok-Galbi heute eine lokale Spezialität der Provinzen Gyeonggi-do und Jeollanam-do. Traditionell werden Stäbchen benutzt, um Teteok-galbi zu verspeisen.
Das Wort bedeutet übersetzt „Kuchenrippen“. Der Prozess des Knetens und Formens des Fleisches ähnelt dem Prozess der Herstellung eines Reiskuchens. Das fertige Gericht ist ebenfalls weich und zart, von der Konsistenz her einem Reiskuchen ähnlich.

## Geschichte
Tteok-Galbi war ursprünglich ein Rindfleischgericht in der koreanischen Königshofküche. Eine Geschichte besagt, dass das Gericht kreiert wurde, weil es für Könige nicht angemessen war, Galbi zu konsumieren. Rezepte aus der Provinz Gyeonggi-do, nach denen das Rindfleisch auf Holzkohle gegrillt wird, sollen von Hofdamen in der späten Joseon-Ära weitergegeben worden sein, während die Rezepte aus der Provinz Jeollanam-do Berichten zufolge von Gelehrten im Exil weitergegeben wurden.
Im modernen Südkorea wird Tteok-Galbi auch aus Schweinefleisch und Ente hergestellt. Tteok-Galbi aus je einer Hälfte Rind- und Schweinefleisch wurde erstmals in den 1950er Jahren von Choe Jeo-ja hergestellt und verkauft. Mittlerweile gibt es in Südkorea sogar die „Tteok-Galbi-Straße“. Auch ein beliebte Variation des Gerichts ist Ori-tteok-galbi (오리떡갈비), hergestellt aus Entenfleisch.